# 서현초등학교 (경기)
서현초등학교는 대한민국 경기도 성남시 분당구 서현동에 있는 공립 초등학교이다.

## 학교 연혁
- 1990년 10월 12일 서현국민학교 설립인가
- 1991년 9월 1일 27학급 승인
- 1991년 9월 1일 제1대 오희철 교장 취임
- 1991년 9월 30일 서현초등학교 개교
- 1992년 2월 15일 제1회 졸업식(207명)
- 1996년 11월 18일 학교 급식 개시
- 1998년 11월 3일 도지정 인터넷 시범학교 운영 보고
- 2000년 10월 4일 서현국민학교 설립인가
- 2000년 10월 4일 육부지정 교육정보화 연구학교 운영 보고회
- 2001년 12월 24일 운동장 우레탄 시설
- 2002년 3월 1일 인천교육대학교 교육실습 대용 부설학교 지정
- 2004년 3월 2일 주5일제 우선시행학교 지정
- 2004년 10월 7일 다목적실 및 8개 교실 증축
- 2005년 5월 1일 교육부지정 ICT 국제교류 연구학교 운영
- 2005년 12월 18일 태국 탐무앙라자 범릉학교 본교 방문
- 2006년 4월 19일 급식실 중축 및 리모델링
- 2006년 11월 8일 교육부지정 연구학교 보고회
- 2007년 3월 1일 교원능력개발평가 선도학교 운영
- 2008년 2월 13일 제18회 졸업식(307명)
- 2009년 3월 1일 41학급
- 2010년 2월 19일 제19회 졸업식 (290명)
- 2010년 3월 1일 40학급 1415명(남758, 여657)
- 2010년 3월 1일 팜스쿨 운영(양평 가루매마을 자매결연 체험학습)
- 2011년 2월 17일 제20회 졸업식(324명, 졸업생 총 6547명)
- 2011년 3월 1일 39학급(남683명, 여612명 계1295명)
- 2011년 9월 1일 제6대 양종선 교장 취임
- 2012년 2월 16일 제21회 졸업식(242명, 졸업생 총 6789명)
- 2012년 3월 1일 40학급(남683명, 여612명 계1295명)
- 2013년 2월 15일 제22회 졸업식(274명, 졸업생 총 7063명)
- 2013년 3월 4일 38학급(남612명, 여549명 계1161명)
- 2014년 2월 14일 제23회 졸업식(238명, 졸업생 총 7301명)
- 2014년 3월 3일 41학급(남584명, 여555명 계1139명)
- 2015년 2월 13일 제24회 졸업식(222명, 졸업생 총 7,523명)
- 2015년 3월 2일 41학급(남585명, 여569명 계1154명)

## 참고 자료
- 서현초등학교 - 한국교육학술정보원 학교알리미